# Escoubès
Pour les articles homonymes, voir Escoubès.
Escoubès est une commune française est située  dans le département des Pyrénées-Atlantiques dans la région Nouvelle-Aquitaine.

## Géographie

### Localisation
La commune d'Escoubès se trouve dans le département des Pyrénées-Atlantiques, en région Nouvelle-Aquitaine
Elle se situe à 24,5 km par la route de Pau, et à 12,1 km de Morlaàs.
Sur le plan historique et culturel, Escoubès fait partie de la province du Béarn, qui fut également un État et qui présente une unité historique et culturelle à laquelle s’oppose une diversité frappante de paysages au relief tourmenté.
Escoubès  se trouve dans l'aire d'attraction de Pau, ainsi que dans la zone d'emploi et dans le bassin de vie de cette ville.

### Communes limitrophes
Les communes limitrophes sont  Barinque, Coslédaà-Lube-Boast, Monassut-Audiracq, Riupeyrous et Sévignacq.
|          | Sévignacq  | Coslédaà-Lube-Boast |
| Barinque | Escoubès   | Monassut-Audiracq   |
|          | Riupeyrous |                     |

### Géologie et relief
La superficie de la commune est de 6,44 km2 ; son altitude varie de 217  à   285 mètres.

### Hydrographie

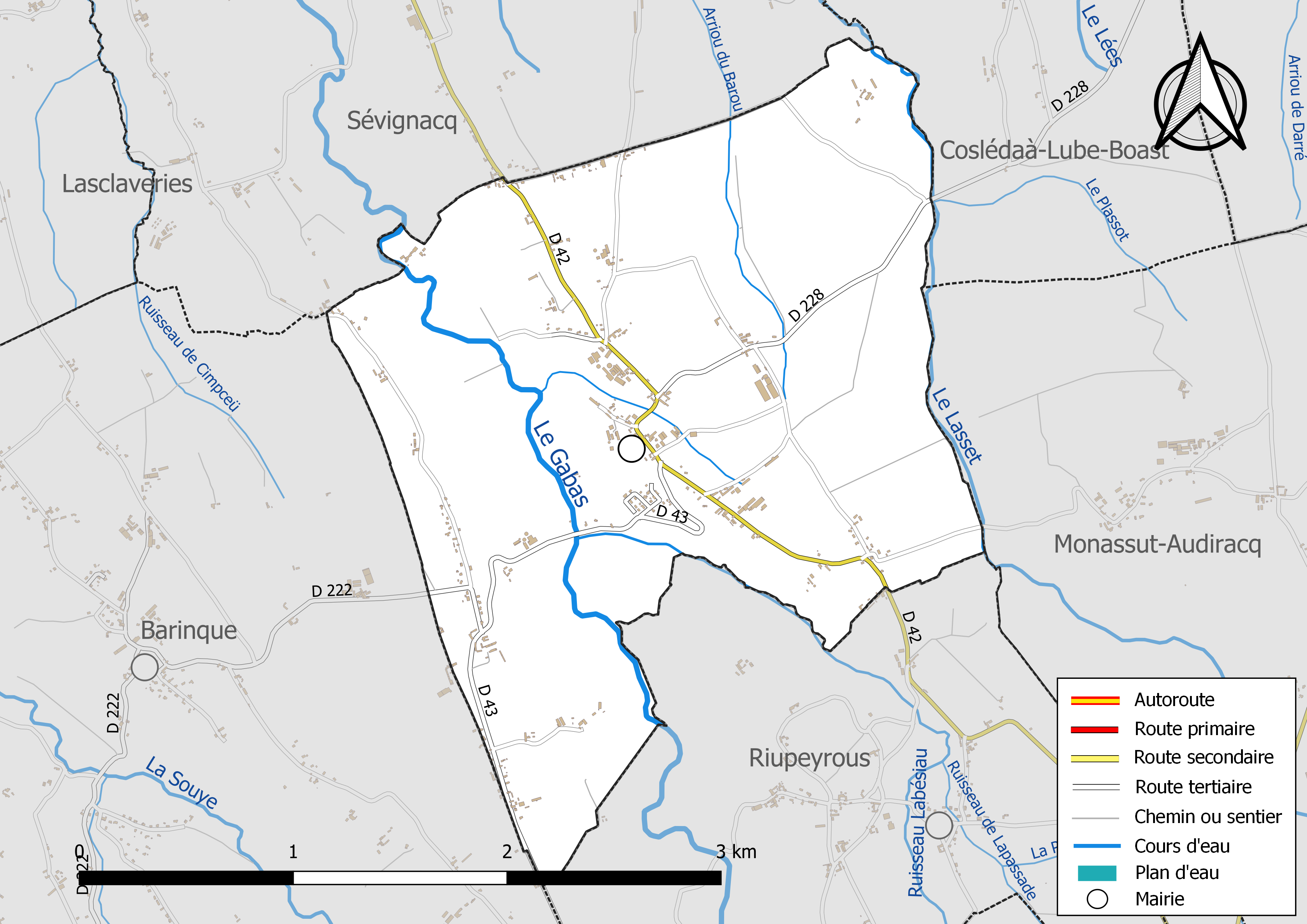
Réseaux hydrographique et routier d'Escoubès.

La commune est drainée par le Gabas, le Lasset, le ruisseau Labésiau, Arriou du Barou, et par divers petits cours d'eau, constituant un réseau hydrographique de 8 km de longueur totale,.
Le Gabas, d'une longueur totale de 116,7 km, prend sa source dans la commune d'Ossun et s'écoule du sud-est vers le nord-ouest. Il traverse la commune et se jette dans l'Adour à Souprosse, après avoir traversé 43 communes.
Le Lasset, d'une longueur totale de 11,1 km, prend sa source dans la commune de Monassut-Audiracq et s'écoule du sud vers le nord. Il traverse la commune et se jette dans le Lées à Sévignacq, après avoir traversé 5 communes.

### Climat
Pour des articles plus généraux, voir Climat de la Nouvelle-Aquitaine et Climat des Pyrénées-Atlantiques.
Historiquement, la commune est exposée à un climat de montagne.  
En 2020, Météo-France publie une typologie des climats de la France métropolitaine dans laquelle la commune est toujours exposée à un climat de montagne et est dans la région climatique Pyrénées atlantiques, caractérisée par une pluviométrie élevée (>1 200 mm/an) en toutes saisons, des hivers très doux (7,5 °C en plaine) et des vents faibles.
Pour la période 1971-2000, la température annuelle moyenne est de 12,8 °C, avec une amplitude thermique annuelle de 14,6 °C. Le cumul annuel moyen de précipitations est de 1 145 mm, avec 11 jours de précipitations en janvier et 8,3 jours en juillet. Pour la période 1991-2020, la température moyenne annuelle observée sur la station météorologique la plus proche, située sur la commune d'Uzein à 15 km à vol d'oiseau, est de 13,7 °C et le cumul annuel moyen de précipitations est de 1 093,8 mm,. Pour l'avenir, les paramètres climatiques de la commune estimés pour 2050 selon différents scénarios d’émission de gaz à effet de serre sont consultables sur un site dédié publié par Météo-France en novembre 2022.

### Milieux naturels et biodiversité
Aucun espace naturel présentant un intérêt patrimonial n'est recensé en 2021 sur la commune dans l'inventaire national du patrimoine naturel,,.

## Urbanisme

### Typologie
Au 1er janvier 2024, Escoubès est catégorisée commune rurale à habitat dispersé, selon la nouvelle grille communale de densité à sept niveaux définie par l'Insee en 2022.
Elle est située hors unité urbaine. Par ailleurs la commune fait partie de l'aire d'attraction de Pau, dont elle est une commune de la couronne,. Cette aire, qui regroupe 227 communes, est catégorisée dans les aires de 200 000 à moins de 700 000 habitants,.

### Occupation des sols

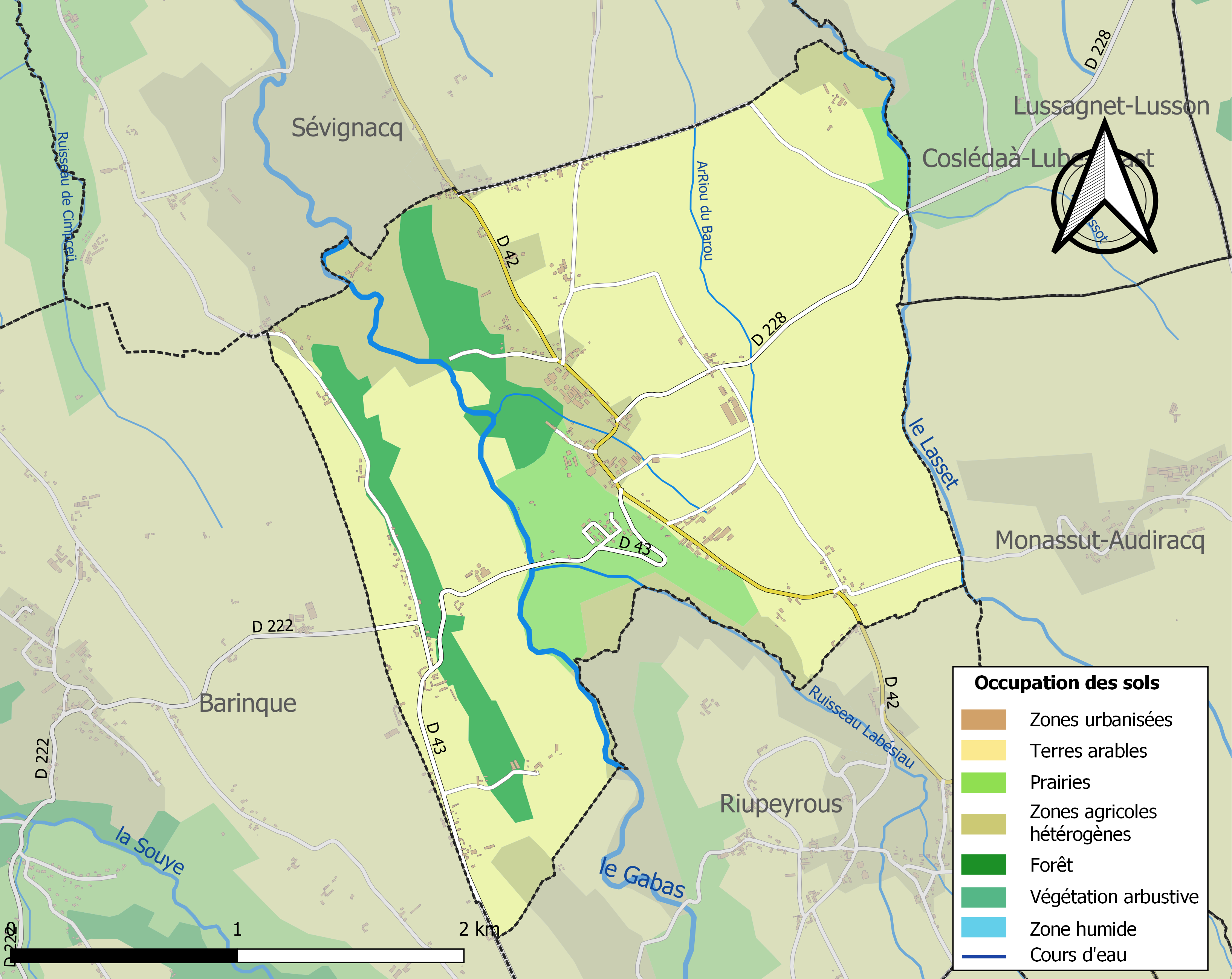
Carte des infrastructures et de l'occupation des sols de la commune en 2018 (CLC).

L'occupation des sols de la commune, telle qu'elle ressort de la base de données européenne d’occupation biophysique des sols Corine Land Cover (CLC), est marquée par l'importance des territoires agricoles (91,2 % en 2018), une proportion identique à celle de 1990 (91,2 %). La répartition détaillée en 2018 est la suivante : 
terres arables (69 %), zones agricoles hétérogènes (13,8 %), forêts (8,8 %), prairies (8,3 %). L'évolution de l’occupation des sols de la commune et de ses infrastructures peut être observée sur les différentes représentations cartographiques du territoire : la carte de Cassini (XVIIIe siècle), la carte d'état-major (1820-1866) et les cartes ou photos aériennes de l'IGN pour la période actuelle (1950 à aujourd'hui).

### Lieux-dits, hameaux et écarts
- Bergeras
- Motte de Berdolou

### Habitat et logement
En 2021, le nombre total de logements dans la commune était de 165, alors qu'il était de 151 en 2016 et de 127 en 2011.
Parmi ces logements, 96,9 % étaient des résidences principales et 3,1 % des logements vacants. Ces logements étaient pour 96,9 % d'entre eux des maisons individuelles et pour 2,5 % des appartements.
Le tableau ci-dessous présente la typologie des logements à Escoubès en 2021 en comparaison avec celle des Pyrénées-Atlantiques et de la France entière. Une caractéristique marquante du parc de logements est ainsi l'absence de résidences secondaires et logements occasionnels, à comparer avec la proportion départementale (13,4 %) et nationale (9,7 %).
| Typologie                                               | Escoubès | Pyrénées-Atlantiques | France entière |
| ------------------------------------------------------- | -------- | -------------------- | -------------- |
| Résidences principales (en %)                           | 96,9     | 79                   | 82,2           |
| Résidences secondaires et logements occasionnels (en %) | 0        | 13,4                 | 9,7            |
| Logements vacants (en %)                                | 3,1      | 7,6                  | 8,1            |

### Voies de communication et transports
La commune est desservie par les routes départementales 42, 43 et 228.

### Risques naturels et technologiques
Le territoire de la commune d'Escoubès est vulnérable à différents aléas naturels : météorologiques (tempête, orage, neige, grand froid, canicule ou sécheresse), inondations et séisme (sismicité modérée). Il est également exposé à un risque technologique, la rupture d'un barrage. Un site publié par le BRGM permet d'évaluer simplement et rapidement les risques d'un bien localisé soit par son adresse soit par le numéro de sa parcelle.

#### Risques naturels
Certaines parties du territoire communal sont susceptibles d’être affectées par le risque d’inondation par une crue à  débordement lent de cours d'eau, notamment le Lasset et le Gabas. La commune a été reconnue en état de catastrophe naturelle au titre des dommages causés par les inondations et coulées de boue survenues en 1982, 2009 et 2018,.

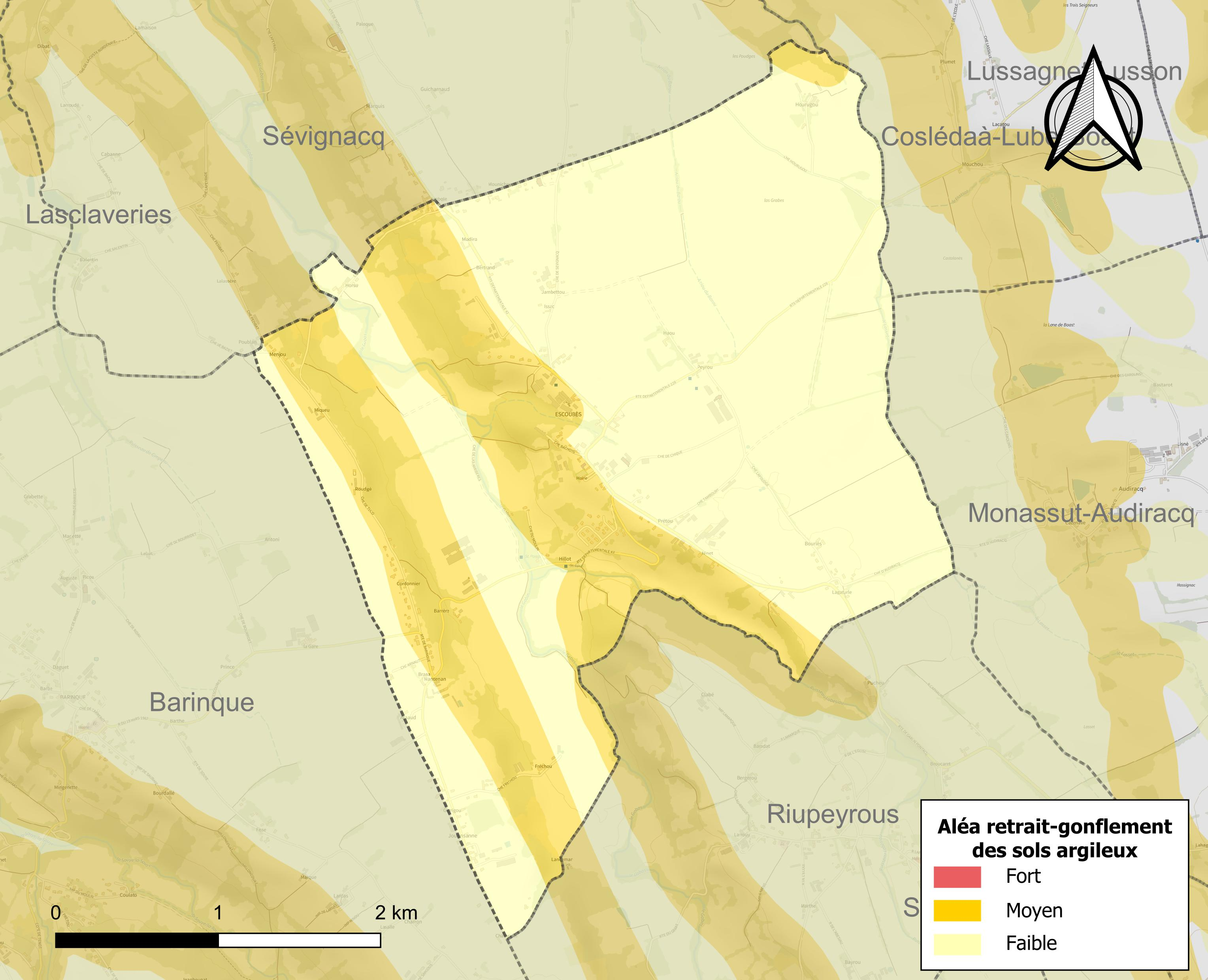
Carte des zones d'aléa retrait-gonflement des sols argileux d'Escoubès.

Le retrait-gonflement des sols argileux est susceptible d'engendrer des dommages importants aux bâtiments en cas d’alternance de périodes de sécheresse et de pluie. 32,1 % de la superficie communale est en aléa moyen ou fort (59 % au niveau départemental et 48,5 % au niveau national). Depuis le 1er octobre 2020, en application de la loi ELAN, différentes contraintes s'imposent aux vendeurs, maîtres d'ouvrages ou constructeurs de biens situés dans une zone classée en aléa moyen ou fort,.

#### Risque technologique
La commune est en outre située en aval de barrages de classe A. À ce titre elle est susceptible d’être touchée par l’onde de submersion consécutive à la rupture de cet ouvrage.

## Toponymie
Le toponyme Escoubès apparaît sous les formes 
Escobee et Escobes (respectivement 1385 et 1402, censier de Béarn) et 
Escoubées (1683, réformation de Béarn).

## Histoire
Paul Raymond note qu'en 1385, Escoubès comptait dix-neuf feux et dépendait du bailliage de Pau.
La commune faisait partie de l'archidiaconé de Vic-Bilh, qui dépendait de l'évêché de Lescar et dont Lembeye était le chef-lieu.

## Politique et administration

### Rattachements administratifs et électoraux

#### Rattachements administratifs
La commune se trouve dans l'arrondissement de Pau du département des Pyrénées-Atlantiques
Elle faisait partie depuis 1793 du canton de Morlaàs. Dans le cadre du redécoupage cantonal de 2014 en France, cette circonscription administrative territoriale a disparu, et le canton n'est plus qu'une circonscription électorale.

#### Rattachements électoraux
Pour les élections départementales, la commune fait partie depuis 2014 du canton du Pays de Morlaàs et du Montanérès
Pour l'élection des députés, elle fait partie de la deuxième circonscription des Pyrénées-Atlantiques.

### Intercommunalité
Escoubès était membre de la communauté de communes du Pays de Morlaàs, un établissement public de coopération intercommunale (EPCI) à fiscalité propre créé fin 1999 sous la dénomination de communauté de communes des Luy, Gabas, Souye et Lées, et auquel la commune avait transféré un certain nombre de ses compétences, dans les conditions déterminées par le code général des collectivités territoriales.
Dans le cadre des dispositions de la loi portant nouvelle organisation territoriale de la République du 7 août 2015, qui prévoit que les établissements publics de coopération intercommunale (EPCI) à fiscalité propre doivent avoir un minimum de 15 000 habitants, cette intercommunalité a fusionné avecses voisines pour former, le 1er janvier 2017, la communauté de communes du Nord-Est Béarn, dont est désormais membre la commune

### Liste des maires
| Période                                  | Période                        | Identité            | Étiquette | Qualité                               |
| ---------------------------------------- | ------------------------------ | ------------------- | --------- | ------------------------------------- |
| Les données manquantes sont à compléter. |                                |                     |           |                                       |
|                                          |                                |                     |           |                                       |
| 1995                                     | 2008                           | Gérard Trubesset    |           |                                       |
| 2008                                     | 2014                           | Monique Minvielle   |           |                                       |
| 2014                                     | mai 2020                       | Jean Pierre Jeantet |           |                                       |
| mai 2020                                 | janvier 2023                   | Virginie Montero    |           | Employée retraitée Morte en fonction, |
| mars 2023                                | En cours (au 30 novembre 2023) | Nathalie Larrieu    |           | Employée administrative d'entreprise  |

## Équipements et services publics

### Enseignement
Les enfants de la commune sont scolarisés avec ceux de Sévignacq dans le cadre d'ujn regroupement pédagogique intercommunal (RPI). Ils disposent d'un service de restauration scolaire.

## Population et société

### Démographie
L'évolution du nombre d'habitants est connue à travers les recensements de la population effectués dans la commune depuis 1793. Pour les communes de moins de 10 000 habitants, une enquête de recensement portant sur toute la population est réalisée tous les cinq ans, les populations de référence des années intermédiaires étant quant à elles estimées par interpolation ou extrapolation. Pour la commune, le premier recensement exhaustif entrant dans le cadre du nouveau dispositif a été réalisé en 2008.

En 2022, la commune comptait 424 habitants, en évolution de +5,21 % par rapport à 2016 (Pyrénées-Atlantiques : +3,78 %, France hors Mayotte : +2,11 %).
| 1793 | 1800 | 1806 | 1821 | 1831 | 1836 | 1841 | 1846 | 1851 |
| ---- | ---- | ---- | ---- | ---- | ---- | ---- | ---- | ---- |
| 350  | 296  | 354  | 382  | 394  | 390  | 390  | 388  | 379  |

| 1856 | 1861 | 1866 | 1872 | 1876 | 1881 | 1886 | 1891 | 1896 |
| ---- | ---- | ---- | ---- | ---- | ---- | ---- | ---- | ---- |
| 405  | 410  | 409  | 390  | 361  | 404  | 403  | 350  | 321  |

| 1901 | 1906 | 1911 | 1921 | 1926 | 1931 | 1936 | 1946 | 1954 |
| ---- | ---- | ---- | ---- | ---- | ---- | ---- | ---- | ---- |
| 317  | 300  | 278  | 264  | 263  | 237  | 239  | 216  | 195  |

| 1962 | 1968 | 1975 | 1982 | 1990 | 1999 | 2006 | 2008 | 2013 |
| ---- | ---- | ---- | ---- | ---- | ---- | ---- | ---- | ---- |
| 227  | 193  | 186  | 222  | 226  | 231  | 291  | 308  | 375  |

| 2018 | 2022 | - | - | - | - | - | - | - |
| ---- | ---- | - | - | - | - | - | - | - |
| 419  | 424  | - | - | - | - | - | - | - |

## Culture locale et patrimoine

### Lieux et monuments
- Vestiges d'un ensemble fortifié[41], au lieu-dit motte de Berdolou, qui témoignent du passé ancien de la commune.
- L'église Saint-Germain-d'Auxerre[42], dont les parties les plus anciennes datent sans doute du XIIe siècle, remaniée (porte d'entrée et adjonction du bas-côté nord ) au XVIe siècle et en 1775 pour le clocher-porche.
- Escoubès présente un ensemble de maisons et de fermes datant des XVIIIe et XIXe siècles[43],[44],[45],[46].

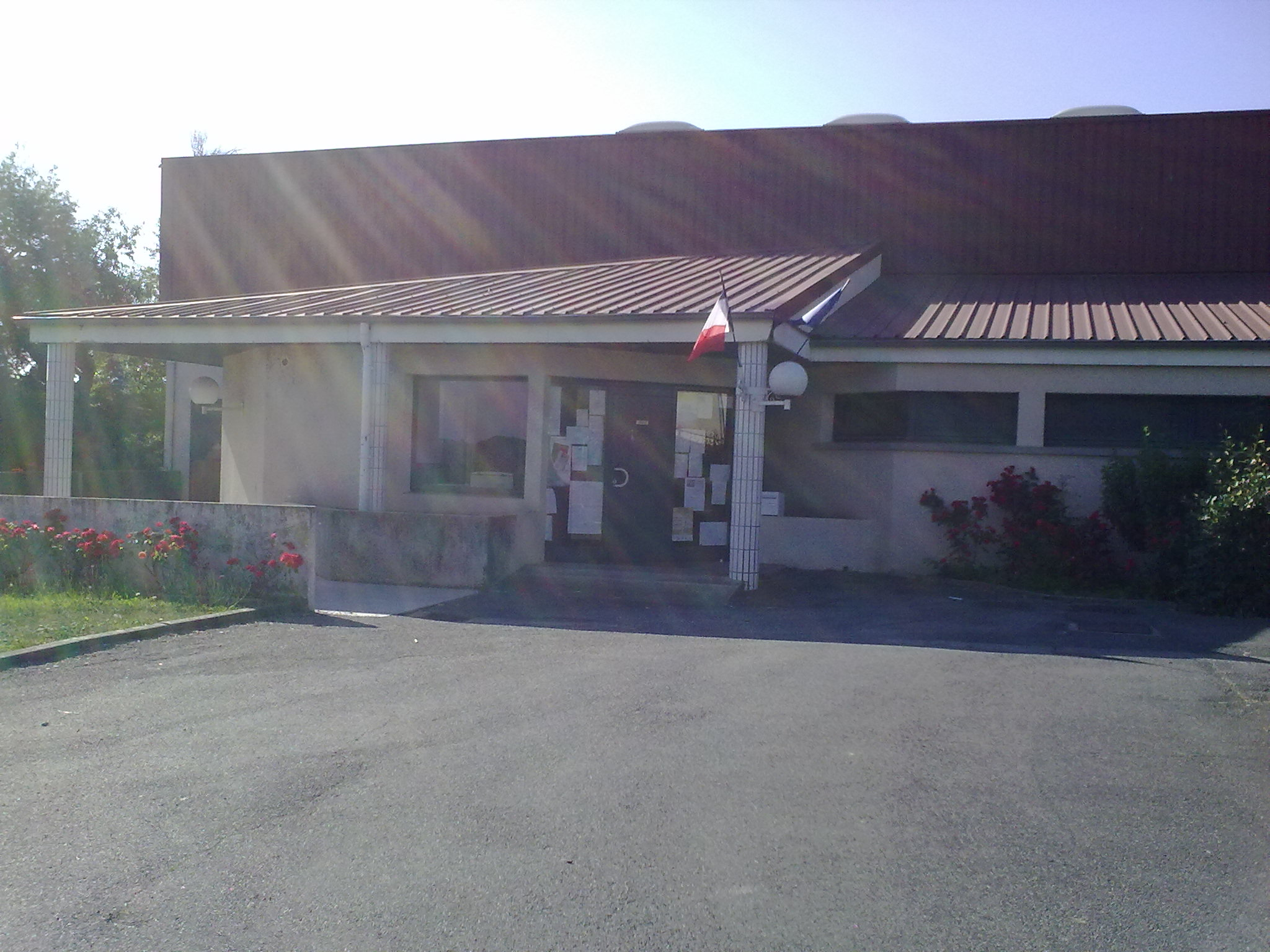
La mairie.
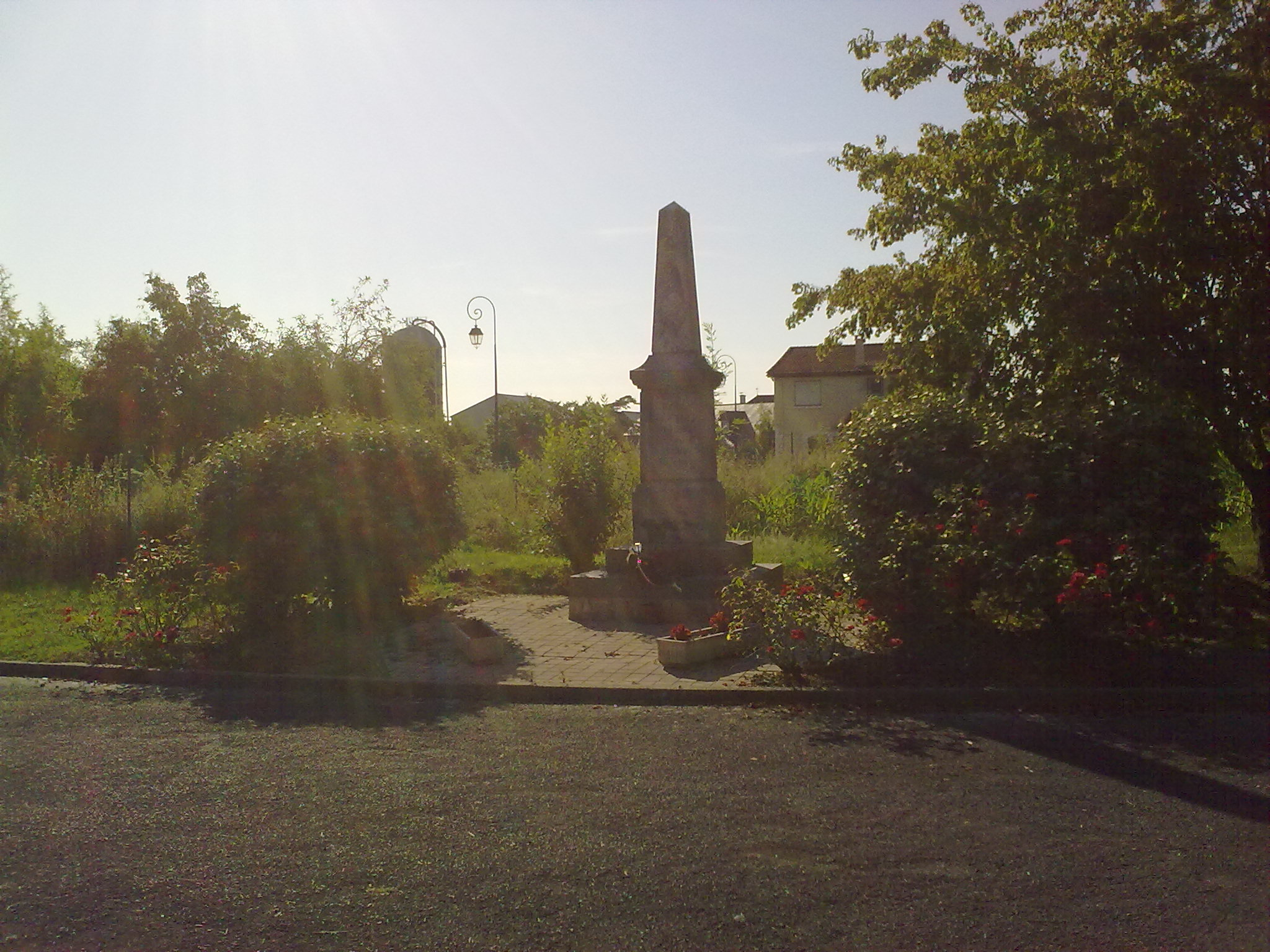
Le monument aux morts.
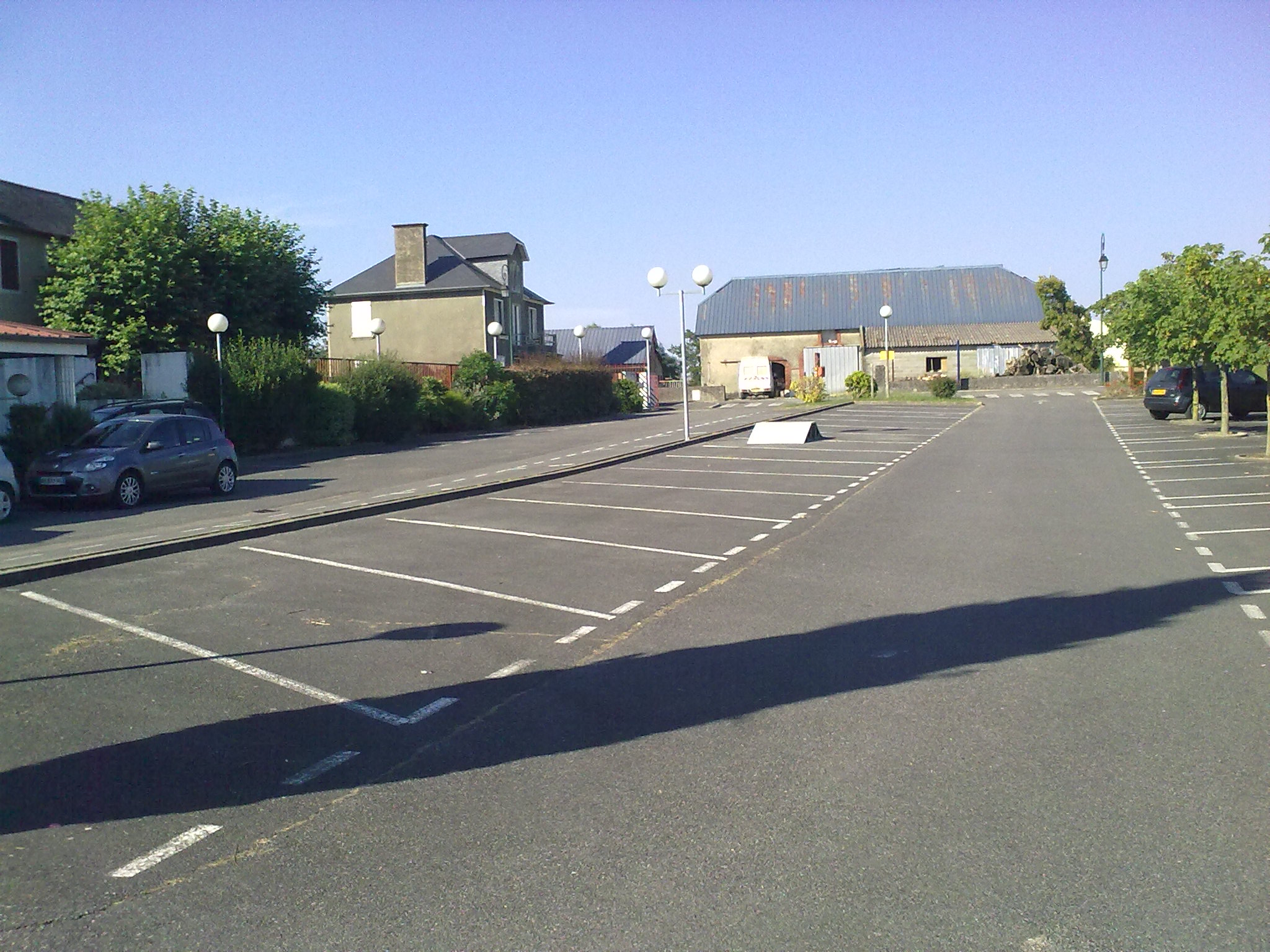
Parking, place de la Mairie.

## Polur approfondir